# Alexander Conrady
Alexander Conrady (Nuova Ulma, 16 luglio 1903 – Augusta, 21 dicembre 1983) è stato un generale tedesco della Wehrmacht durante la seconda guerra mondiale.

## Biografia

### La famiglia
Conrady era figlio di Edmund Conrady, ingegnere capo e direttore della società elettrica di Neu-Ulm. Il 4 luglio 1828 a Waffenbrunn sposò Beatrix Renata von Paur, figlia di Joseph Carl von Paur, proprietario terriero della città.

### La Repubblica di Weimar
Conrady decise di intraprendere la carriera militare nell'aprile del 1923 entrando a far parte del 19º battaglione di fanteria di stanza a Landshut. Dopo l'addestramento di base, venne trasferito alla 2ª compagnia di questo reggimento nell'ottobre 1923 e completò l'esame per l'ammissione alla carriera di ufficiale nel luglio 1924. Il mese seguente fu promosso cadetto ufficiale e nel novembre 1924 venne nominato ufficiale senza incarichi. Dall'ottobre del 1925 dall'agosto 1926 fu assegnato ai corsi della scuola di fanteria. Nel dicembre del 1926, Conrady ricevette il brevetto di tenente, e venne impiegato come ufficiale nella 1ª compagnia del suo reggimento. Nell'aprile del 1929 venne avanzato al grado di tenente e prese parte ad un corso per pionieri. Nel maggio del 1931 Conrady venne trasferito alla 4ª compagnia del suo reggimento.
Nel marzo del 1934, Conrady superò con successo gli esami e venne ammesso all'accademia di guerra a Berlino sei mesi dopo. Durante la sua permanenza presso l'istituto, venne promosso capitano nel dicembre del 1934. Dopo gli studi, Conrady venne nominato comandante dell'8ª compagnia nel 40º reggimento di fanteria di stanza ad Augusta, nell'ottobre del 1936. Nel marzo del 1938 venne trasferito come ufficiale incaricato del personale nella 27ª divisione di fanteria e venne distaccato alla sede della Wehrmacht in Austria, a Vienna.

### La seconda guerra mondiale
Con lo scoppio della seconda guerra mondiale, prese parte alla campagna d'invasione della Polonia e poi a quella francese.
Dopo la promozione a maggiore nel luglio del 1940, Conrady ottenne per un breve periodo il comando del 2º battaglione del 91º reggimento di fanteria e venne poi posto in riserva. Passò quindi agli uffici del VII distretto militare per poi entrare nel personale di addestramento della 71ª divisione di fanteria presso l'area di Königsbrück. Nel marzo del 1941 venne nominato ufficiale nel comando del 27º reggimento di fanteria ad Augusta. A luglio assunse l'incarico di ufficiale nello staff del 118º reggimento di fanteria (motorizzato). Conrady ricevette il suo primo comando solo nell'agosto del 1941 quando fu nominato comandante del 1º battaglione del 118º reggimento di fanteria. Nel dicembre di quello stesso anno fu ferito, ma tornò in servizio nel febbraio del 1942 come comandante del 118º reggimento. Promosso tenente colonnello nell'aprile del 1942, Conrady presenziò alle battaglie difensive nell'area di Ržev portando al successo dell'operazione. Per il valore dimostrato gli venne assegnata la croce di cavaliere della croce di ferro il 17 ottobre 1942. Nell'ottobre del 1942 venne nominato comandante del nuovo 118º reggimento granatieri, col quale prese parte alla battaglia di Kursk. Ferito nuovamente, Conrady e il suo reggimento si portarono a Orël dove riuscirono ad impedire lo sfondamento della linea tedesca da parte dei sovietici, sebbene il reggimento fosse stato ripetutamente colpito dai carri armati nemici. Conrady ricevette le fronde di quercia per la sua decorazione come dimostrazione delle alte capacità organizzative dimostrate.
Nel dicembre del 1943, venne nominato vicecomandante della 707ª divisione di fanteria, divenendo dal mese successivo vicecomandante della 6ª divisione di fanteria e poi passando alla 36ª divisione di fanteria. Da marzo ad aprile del 1944 prese parte al corso di formazione della decima divisione ad Hirschberg, in Slesia. Assunse quindi il comando della 36ª divisione di fanteria nel maggio del 1944, come successore del defunto maggiore generale Egon von Neindorff, venendo nel contempo promosso maggiore generale.

### La prigionia
Durante l'offensiva estiva sovietica del giugno 1944, venne catturato dai russi il 1º luglio 1944 vicino a Babrujsk
Conrady venne internato nei campi di prigionia n.48 a Černcy vicino a Ivanovo, poi a Leznovo non lontano da Stalingrado, a Sverdlovsk, nell'ospedale speciale, poi a Šuja vicino a Ivanovo ed infine nel carcere n. 1 di Babrujsk.
Durante questo periodo, Conrady fu uno dei 17 generali dell'"Heeresgruppe Mitte" a firmare l'appello sul fronte orientale del 22 luglio 1944, redatto per iniziativa del tenente generale Vincenz Müller e indirizzato al corpo ufficiali della Wehrmacht tedesca. Fu anche uno dei cinquanta generali tedeschi che, in prigionia in Russia, firmarono la chiamata "An Volk und Wehrmacht" dell'8 dicembre 1944 con la quale si rivolsero ai soldati ed alla popolazione tedesca per porre fine alla guerra e liberarsi della leadership nazista.
Dal 1945 Conrady, come ebbe a raccontare in seguito, fu inoltre testimone delle brutali confessioni estorte dai sovietici ai prigionieri tedeschi, spesso con torture. Egli stesso venne processato il 28 ottobre 1947 assieme al tenente generale Wilhelm Ochsner, al tenente generale Hans Traut ed al maggiore generale Johann Tarbuk, i quali tutti vennero accusati di presunti crimini di guerra, contraddicendo però palesemente lo stato di diritto, con giudizi già chiari prima dell'inizio del processo. Conrady, come la maggior parte degli accusati, fu condannato dal tribunale militare il 4 novembre 1947 alla pena massima di 25 anni di prigionia in un campo di lavoro. In condizioni di lavoro estreme, venne detenuto nei campi di Vorkutinskij e Rečnoj a Vorkuta, vicino ad Arcangelo.
Successivamente, Conrady venne internato nel campo di prigionia di Vojkovo, dove ebbe trattamenti migliori in quanto campo riservato a soli generali. Venne rilasciato nell'ottobre del 1955 e venne trasportato a Herleshausen il 9 ottobre di quello stesso anno con un gruppo di suoi altri ex colleghi.
Tornato in libertà, si trasferì ad Augusta dove si dedicò all'attività di scrittore, redigendo le sue memorie di guerra che vennero date alle stampe.